# Nietos del futuro
Nietos del Futuro fue una banda uruguaya de ritmo estilo Plena Uruguaya o Pop latino, fundada en 1993, cuando se presentaron por primera vez en público. Nietos del Futuro ha ganado varios Discos de Oro. Las letras de sus canciones y sus atractivas coreografías combinan la salsa, el candombe, la plena y ritmos autóctonos de Latinoamérica y África.

La formación de la banda fue cambiando mientras pasaban de conciertos en conciertos hasta que finalmente se decidieron por conquistar otros mercados presentándose en varios países.  Con su disco Uka Shaka su fama comenzó a notarse en la Argentina, Chile y en varios países de Latinoamérica.

Su primer tema, Amor de sacarina, les valió un éxito seguro y Alejandro Jasa ganó -por ese sencillo- el premio como Cantante Revelación.

## Historia
En 1993 fue el año debut de la orquesta tropical Nietos del Futuro. Encarnando una propuesta nueva con música tropical moderna y de cara a lo que venía, Alejandro Domatto, Pablo Fraga, Oscar Mirabell, Marcelo Alcaide y Alejando Jasa, se unieron para grabar el primer trabajo discográfico Nietos del Futuro: Intérpretes.

En 1994, dos nuevos integrantes se unieron al grupo. Se trataba de Daniel Duque y Rafael Sorbara. Junto a ellos editaron su segundo trabajo discográfico, de nombre homónimo. Con él lograron consagrar su éxito y saltar a la fama a nivel internacional, destacándose sobre todo en Argentina.

Temas como Dale despacito, Dame tu amor, No podrás olvidar y Culpable o no, entre otros, marcaron un año de éxitos y de glorias para los uruguayos. Ya en 1995, tenían su tercer trabajo musical en el mercado, Testimonios. Habían pasado tres años desde su conformación y el grupo contaba con la misma cantidad de copias en las disqueras.

Su cuarto trabajo se lanzó al año siguiente. En 1996 Los Rompecorazones batieron récord de ventas en Argentina y Uruguay con sus temas Sólo tú, Te amo y Me sigue pareciendo frío.

Los años siguientes fueron igual de prolíficos que los anteriores. En 1997 editaron Contra viento y marea con el que lograron un Disco de Oro. Y en el 98, su nueva producción se denominó Fuego contra fuego.
Su séptimo material discográfico se realizó en 1999. Fuego contra fuego Vol. 2 mostró un notorio crecimiento musical de los integrantes.
Sin duda fue durante el 2001 cuando el grupo dio un salto formidable, ya que llegaron a contabilizar hasta 25 presentaciones por semana y alcanzaron una mayor trascendencia internacional, sobre todo con su sencillo Uka Shaka interpretado por Jorge "Coco" Echagüe.
En 2002 por única vez asiste junto a Chocolate al Festival de la Canción de Viña de Mar convirtiéndose junto a Chocolate en los primeros grupos tropicales uruguayos, y los únicos junto a Rombai y Márama, en participar del festival.
La banda decidió separarse en junio de 2005 y algunos integrantes formaron el grupo Sikarios.
Actualmente, Javier Pacheco tiene su propia banda como solista y Coco Echagüe conduce durante el verano Pasión de Carnaval que transmite la señal de cable VTV y es el programa donde se transmiten las actuaciones de los conjuntos en el Concurso de Agrupaciones Carnavaleras que organiza Daecpu.
Además, fue protagonista de Porque te quiero así, por Canal 10 junto a Florencia Peña (1.ª temporada) y Catherine Fulop (2.ª temporada).

## Discografía
- Intérpretes (Orfeo) (Casete, 91240-4) (1993)
- Nietos del futuro (Orfeo) (Casete, 91277-4) (1994)
- Testimonios (Orfeo) (Casete, 91329-4) (CD, CDO 072-2) (1995)
- Los rompecorazones (Orfeo) (CD, CDO 134-2) (1996)
- Contra viento y marea (1997)
- Fuego contra fuego (1998)
- Fuego Contra Fuego Vol. 2 (1999)
- Uka Shaka (Obligado Records) (CD, RL 2435-2) (2001)
- Cara O Cruz (WEA International) (2003)